# Biskup Frascati
Biskup Frascati − biskup diecezji Frascati, jednej z siedmiu diecezji suburbikarnych. Od VIII wieku do 1962 roku biskupi tej diecezji byli ex officio kardynałami. W 1962 Papież Jan XXIII postanowił, że kardynałowie-biskupi są jedynie tytularnymi biskupami diecezji suburbikarnych, powierzając faktyczną jurysdykcję nad nimi zwykłym biskupom ordynariuszom.
Początkowo siedziba diecezji znajdowała się w Gabii, następnie w Labico, a od XI wieku w Tusculum, które ostatecznie dało oficjalną, łacińską nazwę diecezji. Po zniszczeniu Tusculum (1191) kardynałowie-biskupi zaczęli rezydować w Rzymie, gdzie papież Honoriusz III w 1219 nadał im kościół S. Maria in Monasterio. Dopiero w 1538 siedzibę diecezji przeniesiono do Frascati. W języku łacińskim diecezja nadal jednak nosi tytuł nieistniejącego od ponad 800 lat miasta Tusculum.
Obecnym (od 10 maja 2008) kardynałem-biskupem Frascati jest kardynał Tarcisio Bertone.

## Kardynałowie-biskupi Frascati

### Kardynałowie-biskupi Gabii
- Sisinnius (732)
- Nicetas (743-745)
- Piotr (761)
- Jerzy (826)
- Piotr (853-869)
- Leo (879)

### Kardynałowie-biskupi Labico/Tusculum
- Lunisso (963-968)
- Benedykt (998-999)
- Leo (?) (1004)
- Johannes Homo (1015)
- Dominik (1024-1036)
- Giovanni di Tuscolo (1044)
- Pietro (ca.1055-ca.1063)
- Giovanni (1065-ca.1072)
- Giovanni Minuto (ca.1072-1094)
- Bovo (1099)

Pietro w latach 50. XI wieku był pierwszym biskupem występującym w źródłach zamiennie jako „biskup Labico” lub „biskup Tusculum”. Jego dwaj następcy występują wyłącznie jako biskupi tuskulańscy, natomiast Bovo był ostatnim biskupem tytułującym się jako biskup Labico.

### Kardynałowie-biskupi Tusculum
- Giovanni Marsicano (1100-1119)
- Divizzo (1121-1122)
- Gilles (1123-1139, 1130-38 w obediencji Anakleta II)
- Imar (1142-1159, 1159-1161 w obediencji „wiktoryńskiej”)
  - Ubaldo di Prato (obediencja „wiktoryńska” 1162)
  - Marcin (obediencja „wiktoryńska” 1167-1174/78)
- Ugo Pierleoni (1165-1166)
- Odon de Soissons(1170-1171)
- Pierre Ithier de Pavie (1179-1182)
  - 1191 – zniszczenie Tusculum
- Niccolò de Romanis (1204-1218)
- Niccolò de Chiaramonte (1219-1227)
- Jacques de Vitry (1229-1240)
- Odon de Châteauroux (1244-1273)
- Pedro Hispano (elekt 1273-1274, biskup 1274-1276)
- Ordoño Alvares (1278-1285)
- Giovanni Boccamazza (1285-1309)
- Berenger Fredol (1309-1323)
- Bertrand Augier de la Tour (1323-1333)
  - Paolo da Viterbo (?) (obediencja antypapieża Mikołaja V, 1328-1330)
- Annibale di Ceccano (1333-1350)
- Guillaume de Court (1350-1361)
- Nicola Capocci (1361-1368)
- Gilles Ayscellin de Montaigu (1368-1378)
- Tommaso da Frignano (1380-1381)
- Pileo di Prata (1385-1387 i ponownie 1391-1400)
  - Guillaume de Chanac (obediencja awiniońska 1383)
  - Jean de la Grange (obediencja awiniońska 1385-1402)
  - Pierre Girard (obediencja awiniońska 1405-1409 i pizańska 1409-1415)
- Enrico Minutoli (1405-1409)
- Baldassare Cossa (1419)
- Antonio Panciera (administrator 1420-31, biskup 1431)
- Hughes Lancelot de Lusignan (1436-1442, od 1440 obediencja bazylejska)
- Giuliano Cesarini (1444)
- Bessarion (1449-1468)
- Latino Orsini (1468-1477)
- Giacomo Ammannati-Piccolomini (1477-1479)
- Giovanni Battista Zeno (1479-1501)
- Jorge da Costa (1501-1503)
- Antoniotto Pallavicini (1503)
- Giovanni Antonio Sangiorgio (1503-1507)
- Bernardino Lopez de Carvajal (1507-1508)
- Guillaume Briçonet (1508-1509)
- Domenico Grimani (1509-1511)
- Philippe de Luxembourg (1511-1519)
- Alessandro Farnese (1519-1523)
- François Guillaume de Clermont (1523-1541)
  - W 1538 siedzibę diecezji przeniesiono do Frascati

### Kardynałowie-biskupi Frascati
- Marino Grimani (1541-1543)
- Philippe de la Chambre (1543-1550)
- Gian Pietro Carafa (1550-1553)
- Jean du Bellay (1553)
- Rodolfo Pio di Carpi (1553-1555)
- Juan Álvarez de Toledo (1555-1557)
- Francesco Pisani (1557-1562)
- Federico Cesi (1562-1564)
- Giovanni Girolamo Morone (1564-1565)
- Alessandro Farnese (1565-1578)
- Giacomo Savelli (1578-1583)
- Giovanni Antonio Serbelloni (1583-1587)
- Alfonso Gesualdo (1587-1589)
- Innico d’Avalos d’Aragona (1589-1591)
- Tolomeo Gallio (1591-1600)
- Ludovico Madruzzo (1591-1600)
- Girolamo Simoncelli (1600-1603)
- Domenico Pinelli (1603-1605)
- Antonio Maria Galli (1605-1608)
- Mariano Pierbenedetti (1608-1611)
- Giovanni Evangelista Pallotta (1611-1620)
- Francesco Sforza di Santa Fiore (1620-1624)
- Odoardo Farnese (1624-1626)
- Giovanni Battista Deti (1626)
- Bonifacio Bevilacqua (1626-1627)
- Andrea Baroni Peretti Montalto (1627-1629)
- Giovanni Garzia Millini (1629-1629)
- Marcello Lante della Rovere (1629-1639)
- Giulio Savelli (1639-1644)
- Giulio Roma (1644-1645)
- Carlo de’ Medici (1645-1652)
- Giulio Cesare Sacchetti (1652-1655)
- Antonio Barberini (1655-1661)
- Girolamo Colonna (1661-1666)
- Giovanni Battista Pallotta (1666-1668)
- Francesco Maria Brancati (1668-1671)
- Ulderico Carpegna (1671-1675)
- Virginio Orsini (1675-1676)
- Carlo Rossetti (1676-1680)
- Alderano Cibo (1680-1683)
- Pietro Vito Ottoboni (1683-1687)
- Giacomo Franzoni (1687-1693)
- Nicolò Acciaioli (1693-1701)
- Vincenzo Maria Orsini de Gravina (1701-1715)
- Sebastiano Antonio Tanara (1715-1721)
- Francesco del Giudice (1721-1724)
- Francesco Pignatelli (1724-1725)
- Lorenzo Corsini (1725-1730)
- Pietro Ottoboni (1730-1734)
- Pier Marcellino Corradini (1734-1743)
- Giuseppe Accoramboni (1743-1747)
- Vincenzo Bichi (1747-1750)
- Giovanni Guadagni (1750-1756)
- Carlo Maria Sacripante (1756-1758)
- Camillo Paolucci (1758-1761)
- Henry Benedict Stuart (1761-1803)
- Giuseppe Maria Doria Pamphili (1803-1814)
- Giulio Maria della Somaglia (1814-1818)
- Bartolomeo Pacca (1818-1821)
- Francesco Saverio Castiglioni (1821-1829)
- Emanuele de Gregorio (1829-1837)
- Ludovico Micara (1837-1844)
- Mario Mattei (1844-1854)
- Antonio Maria Cagiano (1854-1867)
- Niccola Clarelli Paracciani (1867-1872)
- Filippo Maria Guidi (1872-1879)
- Giovanni Battista Pitra (1879-1884)
- Edward Henry Howard (1884-1892)
- Tommaso Maria Zigliara (1893-1893)
- Serafino Vannutelli (1893-1903)
- Francesco Satolli (1903-1910)
- Francesco di Paola Cassetta (1911-1919)
- Giulio Boschi (1919-1920)
- Giovanni Cagliero (1920-1926)
- Michele Lega (1926-1935)
- Francesco Marchetti Selvaggiani (1936-1951)
- Federico Tedeschini (1951-1959)
- Gaetano Cicognani (1959-1962)

### Tytularni kardynałowie-biskupi Frascati
- Amleto Giovanni Cicognani (1962-1973)
- Jean Villot (1974-1979)
- Paolo Bertoli (1979-2001)
- Alfonso López Trujillo (2001-2008)
- Tarcisio Bertone (od 2008)

## Biskupi ordynariusze Frascati
- Luigi Liverzani (1962-1989)
- Giuseppe Matarrese (1989-2009)
- Raffaello Martinelli (od 2009)